# (31767) Jennimartin
1999 JN116 (asteroide 31767) é um asteroide da cintura principal. Possui uma excentricidade de 0.17585490 e uma inclinação de 5.91371º.
Este asteroide foi descoberto no dia 13 de maio de 1999 por LINEAR em Socorro.